# Zanclospora austroamericana
Zanclospora austroamericana är en svampart som beskrevs av B. Sutton & Hodges 1975. Zanclospora austroamericana ingår i släktet Zanclospora, divisionen sporsäcksvampar och riket svampar.   Inga underarter finns listade i Catalogue of Life.